# Samuel Sharpe
Pour les articles homonymes, voir Sharpe.
Samuel Sharpe (Montego Bay, 1801 – idem, 23 mai 1832), aussi connu sous le nom de Sam Sharpe, est un esclave jamaïcain et diacre chrétien baptiste, qui mena la grande révolte de 1831-1832.
Il a été proclamé héros national de la Jamaïque et son visage est représenté sur les billets de 50 dollars jamaïcains.

## Biographie
Samuel Sharpe est né dans une plantation appartenant à Samuel et Jane Sharpe, dans la paroisse de Saint James en 1801 . Son nom de naissance serait Archer, qu'il a décidé de changer pour Samuel.

### Ministère
Il est devenu diacre dans une l'église baptiste, et un leader pour les esclaves. Son pasteur était l’abolitionniste blanc Thomas Burchell.

### Rébellion

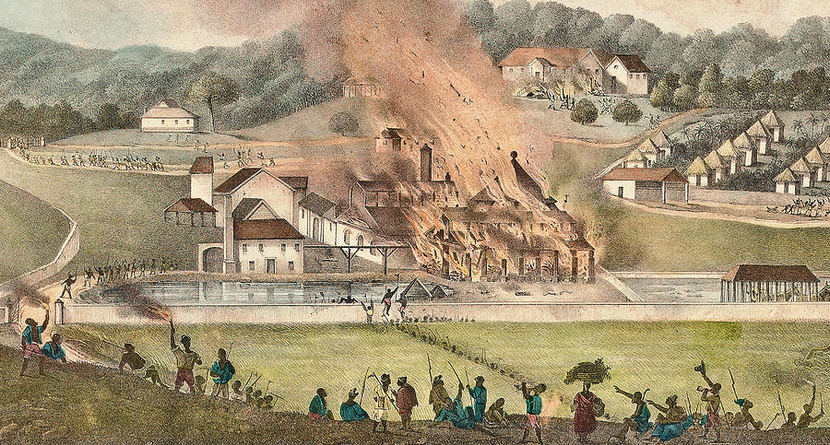
Destruction du domaine de Roehampton lors de la Grande révolte des esclaves de 1831-1832.

Alors que le parlement britannique discute d'abolir l'esclavage, Samuel Sharpe croyant l'abolition actée décide d'initier une grève générale pacifique pour la fin d'année 1831, au moment de la récolte de la canne à sucre.
Celle-ci dégénère rapidement en une rébellion armée faisant 14 morts parmi les blancs et plus de 200 parmi les esclaves, dont le mouvement est écrasé en deux semaines.
Une fois la rébellion écrasée, les autorités de Jamaïque pratiquent une répression sévère et condamnent à mort plus de 300 esclaves, dont Samuel Sharpe qui est pendu le 23 mai 1832.

## Galerie

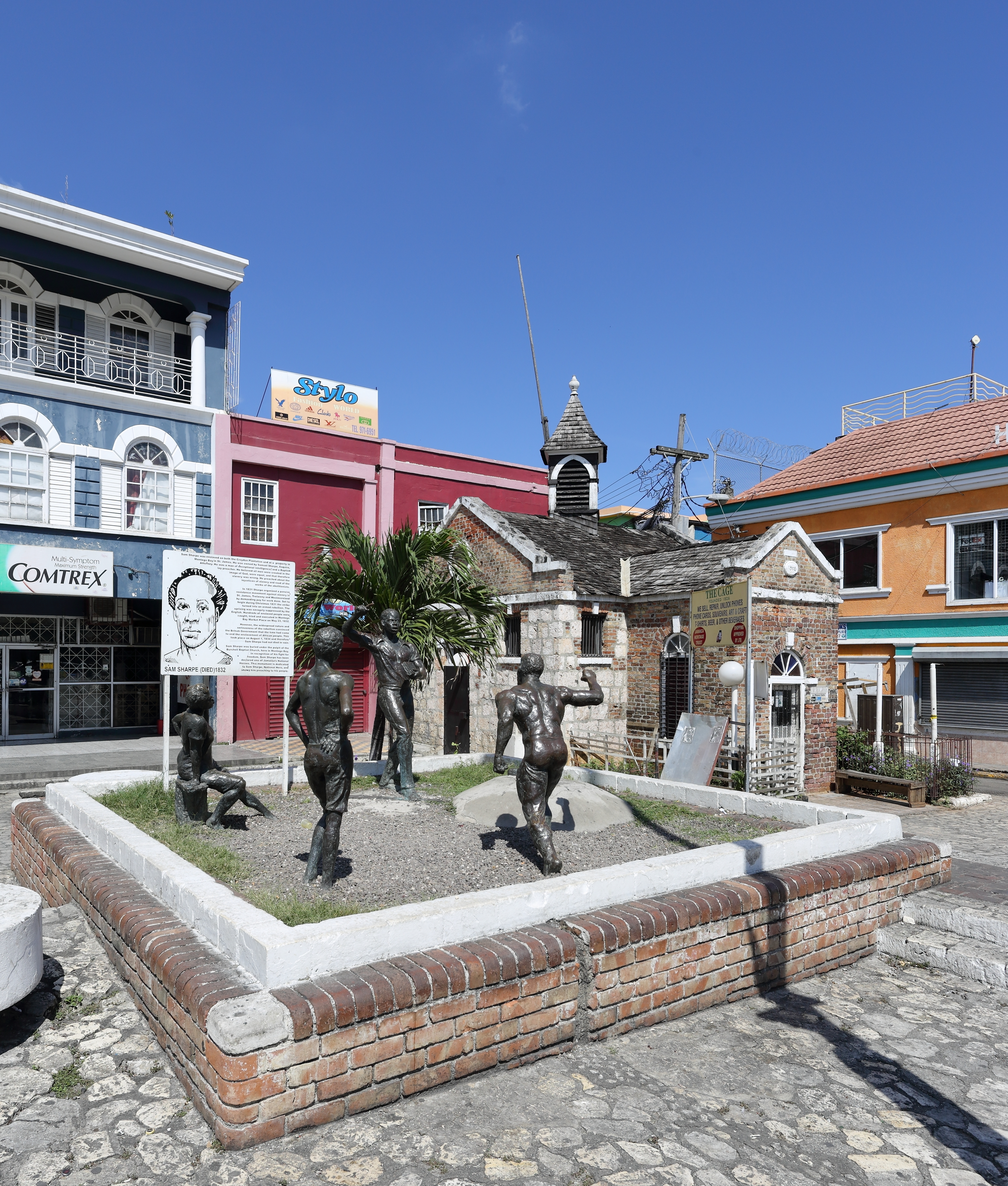
Sam Sharpe Memorial, Montego Bay
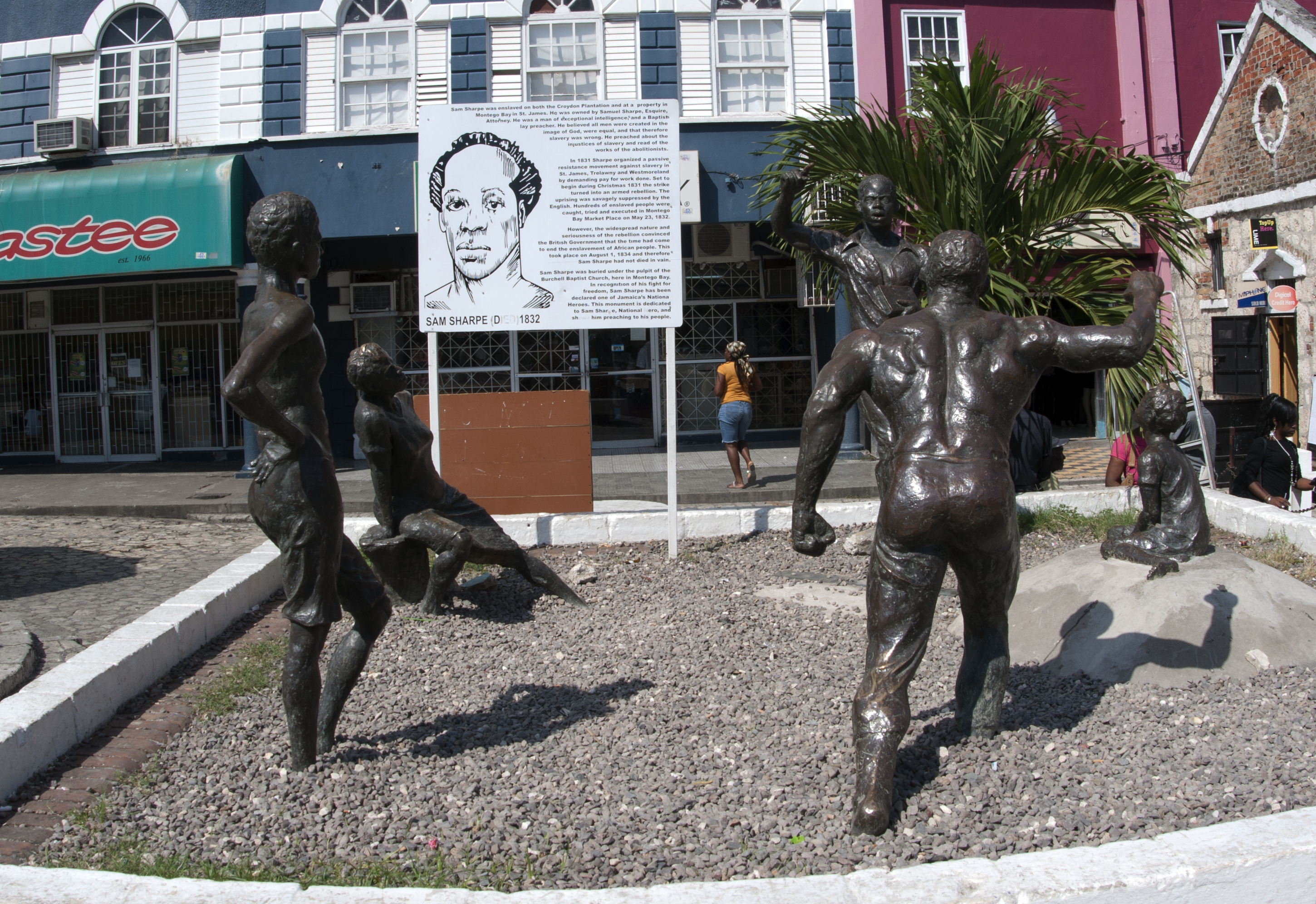